# Bijie

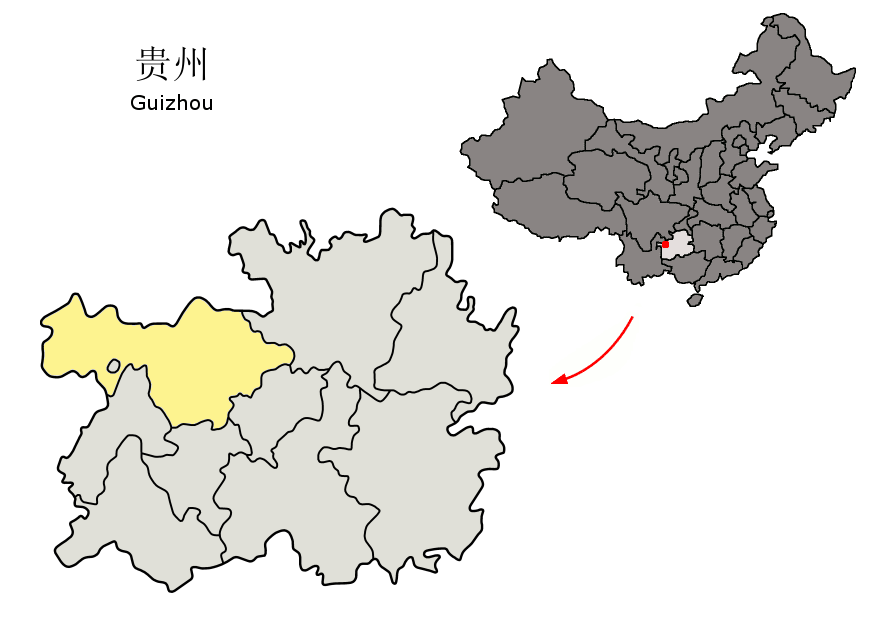
Lage der Stadt Bijie (gelb) in Guizhou

Die bezirksfreie Stadt Bijie (毕节市,  Bìjié Shì) liegt im Westen der chinesischen Provinz Guizhou. Ihr Regierungssitz ist der Stadtbezirk Qixingguan. Bijie hat eine Fläche von 26.844 km² und 6.899.636 Einwohner (Stand: Zensus 2020).
Bijie wurde 2011 vom Regierungsbezirk zur bezirksfreien Stadt erhoben.

## Administrative Gliederung
Die Stadt Bijie setzt sich auf Kreisebene aus einem Stadtbezirk, sechs Kreisen und einem autonomen Kreis zusammen. Diese sind:
- Stadtbezirk Qixingguan (七星关区 Qīxīngguān Qū);
- Kreis Dafang (大方县 Dàfāng Xiàn);
- Kreis Qianxi (黔西县 Qiánxī Xiàn);
- Kreis Jinsha (金沙县 Jīnshā Xiàn);
- Kreis Zhijin (织金县 Zhījīn Xiàn);
- Kreis Nayong (纳雍县 Nàyōng Xiàn);
- Kreis Hezhang (赫章县 Hèzhāng Xiàn);
- Autonomer Kreis Weining der Yi, Hui und Miao (威宁彝族回族苗族自治县 Wēiníng yízú huízú Miáozú Zìzhìxiàn).

## Persönlichkeiten
- Xia Yuyu (* 1998), Langstreckenläuferin